# Randa (district)
Randa este unul din cele 11 districte ale Republicii Djibouti.